# اسکو والکاما
اسکو والکاما (فنلاندی: Esko Valkama; ۲۱ دسامبر ۱۹۲۴ – ۲۸ دسامبر ۲۰۰۷) بازیکن فوتبال اهل فنلاند بود.